# 찰스 플로서
찰스 어빙 플로서(영어: Charles Irving Plosser)는 미국의 경제학자이다. 2006년부터 필라델피아 연방준비은행 총재로 재직하고 있다.
플로서 총재는 영국 《이코노미스트》에서 평가한 2015년 미국에서 가장 영향력 있는 경제학자 순위에서 4위에 선정되었다. 그 밑으로는 벤 버냉키 전 연준 총재(5위), 나라야나 코철러코타 미네소타 연방은행 등이 뒤따라 선정되었다.